# The Masked Dancer
The Masked Dancer er en amerikansk stumfilm fra 1924 instrueret af Burton L. King.

## Medvirkende
- Lowell Sherman som Madhe Azhar
- Helene Chadwick som Betty Powell
- Leslie Austin som Robert Powell
- Joe King som Fred Sinclair
- Arthur Housman